# Astronomisches Observatorium Uppsala

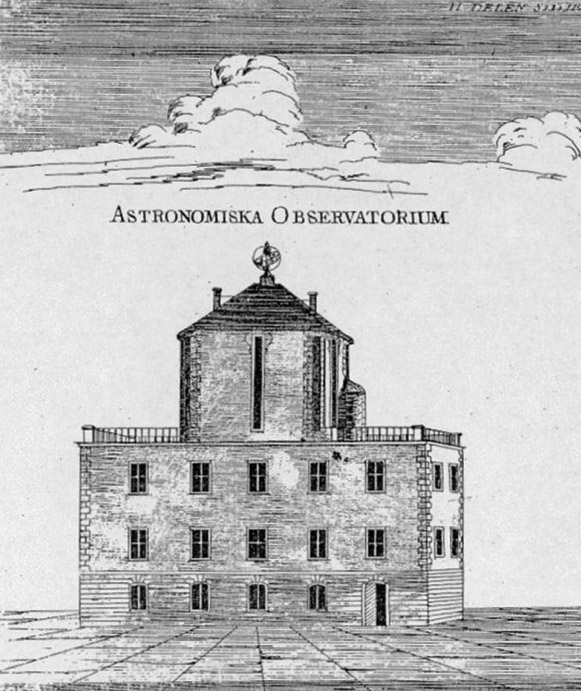
Das Haus von Anders Celsius mit seinem Observatorium auf dem Dach, nach einem zeitgenössischen Stich.

Das Astronomische Observatorium Uppsala (UAO; Astronomiska observatoriet i Uppsala) ist das älteste astronomische Observatorium in Schweden. Es wurde erst 1741 gegründet, obwohl seit 1593 ein Lehrstuhl für Astronomie an der Universität Uppsala bestand und die Universitätsarchive Vorlesungsunterlagen für Astronomie enthalten, die bis in die 1480er Jahre zurückreichen.
Im 18. Jahrhundert führte Anders Celsius hier seine Forschungen durch und baute 1741 den ersten Beobachtungsraum.
Celsius überzeugte den Universitätsrat vom Ankauf eines großen Steingebäudes mit mittelalterlichem Ursprung im Zentrum von Uppsala und ließ ein Observatorium auf dem Dach einrichten. Er benutzte das Haus zugleich als Wohnung und Arbeitsstätte. Dieses Observatorium wurde bis 1853 benutzt, als das neue Observatorium gebaut wurde, das heute als „Altes Observatorium“ bekannt ist. Das Celsiushaus selbst besteht bis heute als eines der wenigen alten Gebäude an einer modernen Einkaufsstraße, aber die Sternwarte auf dem Dach wurde 1857 abgerissen.
Im 19. Jahrhundert bewohnte Anders Jonas Ångström das Observatoriumsgebäude und führte hier seine astronomischen, physikalischen und optischen Experimente durch. Sein Sohn, Knut Ångström, forschte hier auf dem Gebiet der Sonnenstrahlung.
Im Jahre 2000 schloss sich das Observatorium mit dem Institute of Space Physics zum Department of Astronomy and Space Physics zusammen und zog in das Ångström-Laboratorium (Ångströmlaboratoriet) um.
Zusätzlich zu den Anlagen in Uppsala betreibt das Observatorium das Observatorium Kvistaberg in Schweden und die Uppsala Southern Station am Siding-Spring-Observatorium in Australien.